# Дом на месте усадьбы, где родился и жил Н. Г. Крапивянский
Дом на месте усадьбы, где родился и жил Н. Г. Крапивянский — памятник истории местного значения в Володьковой Девице. 

## История
Решением исполкома Черниговского областного совета народных депутатов от 31.05.1971 № 286 присвоен статус памятник истории местного значения с охранным № 1365 под названием Дом на месте усадьбы, где родился и жил Герой Гражданской войны Н. Г. Крапивянский.

## Описание
На месте на дома № 46 улицы Ленина была усадьба, где родился и жил советский военный и государственный деятель, участник Гражданской войны Николай Григорьевич Крапивянский.
В 1979 году на доме № 46 улицы Ленина (сейчас Центральная улица) была установлена мемориальная доска (мрамор, 0,5х0,4 м).